# Sabal
Sabal és un gènere de palmeres (arecàcies) nadiues del nou món; moltes de les espècies se'n coneixen amb el nom, en anglès, de palmetto. Les fulles són palmades i en alguns casos poden romandre seques a l'estípit molts anys. El fruit és una drupa.
Es distribueixen per Amèrica des del sud-est dels Estats Units al Carib, Mèxic, Amèrica central, Veneçuela i nord d'Amèrica del Sud. Són arbres ornamentals i relativament resistents al fred. La gemma central (cor de palmera) és comestible (fresc o enllaunat) i es cultiven amb aquesta finalitat principalment al Brasil.

## Algunes espècies
- Sabal bermudana L.H.Bailey – Bermuda Palmetto (Bermuda)
- Sabal blackburniana Glazebr. ex Schult. i Schult.f.
- Sabal bracknellense † (Chandler) Mai[5]
- Sabal causiarum (O.F.Cook) Becc. – Puerto Rico Hat Palm (Puerto Rico, Illes Verges Britàniques, Haití, i la República Dominicana)
- Sabal domingensis Becc. – Palma Cana (Cuba, República Dominicana, i Haiti)
- Sabal etonia Swingle ex Nash – Scrub Palmetto (Florida i Estat de Geòrgia (USA)
- Sabal gretheriae H.J.Quero.R. – Yucatan Palmetto (Quintana Roo, Mèxic)
- Sabal guatemalensis Becc. (sud de Mèxic i Guatemala)
- Sabal jenkinsii † (Reid & Chandler) Manchester[5]
- Sabal maritima (Kunth) Burret (Jamaica i Cuba)
- Sabal mauritiiformis (H.Karst.) Griseb. i H.Wendl. – Palma de Vaca (sud de Mèxic a nord de Colòmbia, Veneçuelai illa de Trinitat)
- Sabal mexicana Mart. – Mexican Palmetto (sud de Texas al sud fins a Mèxic i Nicaragua)
- Sabal miamiensis Zona – Miami Palmetto (Florida) (possiblement no és diferent de S. etonia)
- Sabal minor (Jacq.) Pers. – Dwarf Palmetto (sud-est dels Estats Units: Florida al nord fins a Carolina del Nord, a l'oest fins a Texas)
- Sabal palmetto (Walter) Lodd. ex Schult. & Schult.f. – Cabbage Palmetto (Florida al nord fins Carolina del Nord, Cuba, i Bahamas)
- Sabal parviflora Becc. (Cuba)
- Sabal pumos (Kunth) Burret (Guerrero, Michoacán, i Puebla, Mèxic)
- Sabal rosei (O.F.Cook) Becc. (coast of northwestern Mexico)
- Sabal uresana Trel. – Sonoran Palmetto (Estat de Chihuahua i Sonora, Mèxic)
- Sabal yapa C. Wright ex Becc. – Cana Rata (Península de Yucatán, Belize, i Cuba[6][7]

### Anteriorment considerada d'aquest gènere
- Serenoa repens (W.Bartram) Small (as S. serrulata (Michx.) Nutt. ex Schult. & Schult.f.)[7]